# Cappella (groupe)
Pour les articles homonymes, voir Cappella.
Cappella est un groupe d'eurodance, fondé par le producteur italien Gianfranco Bortolotti du label Media Records. Le groupe change régulièrement de membres. Le plus grand succès du groupe s'intitule U Got 2 Let the Music, qui atteindra la deuxième place des classements britanniques en 1993.

## Biographie
Cappella est initialement plus un concept qu'un groupe et était encore un nom sans visage à l'époque d'un de ses premiers titres, Bauhaus (Push the Beat), un succès européen et britannique. Puis, le concept se vendant bien, Bortolotti s'entoure des meilleurs DJs italiens du moment tels que Mauro Picotto, Citadini ou Carpella. Deux visages viennent alors représenter le groupe, composé de la chanteuse Kelly Overett, née le 19 mars 1972 à Ipswich, et du rappeur Rodney Bishop, né le 19 décembre 1966 à Lambeth au Royaume-Uni. L'album U Got 2 Know n'est pas interprété par Kelly Overett (qui ne fait que du playback) ; de nombreuses chanteuses studio seront utilisées (comme Jackie Rawe pour Move It Up). Le titre U and Me utilise un sample du titre Love Has Changed My Mind de Vicki Shepard, qui n'a depuis toujours pas obtenu réparation pour son usage[réf. nécessaire]. Le titre U Got 2 Know, quant à lui, reprend les parties vocales du titre You Used to Hold Me de Ralphi Rosario et Xaviera Gold, et la mélodie de Happy House de Siouxsie and the Banshees (là aussi un procès aura lieu[réf. nécessaire]).
Cappella publie son premier album intitulé U Got 2 Know le 14 juillet 1993. Cappella connaîtra son plus grand succès avec le tube U Got 2 Let the Music en 1993, une reprise du titre Sounds Like a Melody interprété par le groupe Alphaville), et atteindra la deuxième place des classements britanniques. Puis vient Move on Baby qui fera alors aussi un grand succès atteignant la septième place des Dance Music/Club Play Singles aux États-Unis, puis U and Me à la 10e place, et Move It Up à la 6e place. À sa sortie, au début de l'année 1994, l'album U Got 2 Know atteint la dixième place des ventes.
Cappella participe à de nombreux concerts dont quatre éditions de Dance Machine, trois en 1994, et un en 1996[réf. nécessaire]. En fin de réalisation du premier album, le producteur décide de changer secrètement la voix du groupe en remplaçant Kelly Overett par Allison Jordan. Rodney Bishop est également remplacé par Patric Osborne mais, ce dernier ne faisant pas l'affaire, Bishop retrouve sa place peu après. Et en 1995 sort un nouveau titre : Tell Me the Way. Peu de temps après sortira un second single, I Need Your Love, dont la promotion à la télévision française sera plus marquée, notamment par leur participation à Dance Machine sur M6[réf. nécessaire]. Entretemps, le groupe publie son deuxième album, War in Heaven, le 23 avril 1996. Le groupe publie également le single Turn It Up and Down remixé pour sa version radio et doté d'un autre remix de Todd Terry. Puis sort un nouveau single en 1997, Be My Baby accompagné de six remix. D'autres singles du groupe sortiront sans être attachés à aucun album, tels que Angel ou U R the Power of Love.

## Discographie

### Albums studio
- 1990 : Helyom Halib
- 1990 : U Got 2 Know
- 1990 : Remixes (Japon)
- 1990 : L'album Remix (France seulement)
- 1995 : Interactive Multimedia (CD-I)
- 1996 : War In Heaven
- 1998 : U're My Baby/Cappella
- 2005 : Best of (+ clips DVD)

### Singles
- Bauhaus (1987)
- Helyom Halib (1988)
- Push The Beat (1988)
- Get Out of My Case (1989)
- House Energy Revenge (1989)
- Be Master In One's Own House (1990)
- Everybody Listen To It (1990)
- Everybody (1991)
- Take Me Away (1991)
- U Got 2 Know (1992)
- U Got 2 Let The Music (1993)
- Move On Baby (1994)
- U and Me (1994)
- Move It Up (1994)
- Don't Be Proud (1995)
- Tell Me The Way (1995)
- Back In Your Life (1996)
- I Need Your Love (1996)
- Turn It Up and Down (1996)
- Do You Run Away Now (1997)
- Be My Baby (1997)
- U Tore My World Apart (1997)
- U Tore My World Apart 98 (1998)
- U R The Power of Love (1998)
- U & Me - Remix (2001)
- U Got 2 Know - Remix (2002)
- Angel (2004)
- U Got 2 Let The Music - Remixes (1998 - 2004 - 2007 vs. Tyro)

## Classements

### Albums
| Année | Titre         | Meilleure position | Meilleure position | Meilleure position | Meilleure position | Certifications |
| Année | Titre         | R-U.               | FIN                | ALL                | SUÈ                | Certifications |
| ----- | ------------- | ------------------ | ------------------ | ------------------ | ------------------ | -------------- |
| 1989  | Helyom Halib  | —                  | —                  | —                  | —                  |                |
| 1994  | U Got 2 Know  | 10                 | 1                  | 10                 | 12                 | - UK : or      |
| 1996  | War In Heaven | —                  | 12                 | —                  | —                  |                |
| 1998  | Cappella      | —                  | —                  | —                  | —                  |                |
| 2005  | Best Of       | —                  | —                  | —                  | —                  |                |

### Singles
| 1988                                            | Bauhaus (Push The Beat) | —  | —  | —  | —  | —  | — | —  | —  | —  | 60 |                                            | Helyom Halib       |
| 1989                                            | Helyom Halib            | —  | —  | —  | —  | 25 | — | —  | —  | —  | 11 |                                            | Helyom Halib       |
| 1989                                            | House Energy Revenge    | —  | —  | —  | —  | —  | — | —  | —  | —  | 73 |                                            | Helyom Halib       |
| 1990                                            | Get Out Of My Case      | —  | —  | —  | —  | —  | — | —  | —  | —  | —  |                                            | Helyom Halib       |
| 1990                                            | Everybody Listen To It  | —  | —  | —  | —  | —  | — | —  | —  | —  | —  |                                            | Single only        |
| 1991                                            | Everybody               | —  | —  | —  | —  | —  | — | —  | —  | —  | 66 |                                            | U Got 2 Know       |
| 1992                                            | Take Me Away            | —  | —  | —  | —  | 12 | — | —  | —  | —  | 25 |                                            | U Got 2 Know       |
| 1993                                            | U Got 2 Know            | —  | —  | —  | 21 | 7  | — | 26 | 29 | —  | 6  |                                            | U Got 2 Know       |
| 1993                                            | U Got 2 Know Revisited  | —  | —  | —  | —  | —  | — | —  | —  | —  | 43 |                                            | U Got 2 Know       |
| 1993                                            | U Got 2 Let the Music   | 1  | 1  | 12 | 3  | 6  | 8 | 9  | 1  | 14 | 2  | - AUT : or - ALL : platine - R-U. : argent | U Got 2 Know       |
| 1994                                            | Move on Baby            | 3  | 1  | 30 | 4  | 9  | 3 | 1  | 1  | 9  | 7  | - ALL : or                                 | U Got 2 Know       |
| 1994                                            | U and Me                | 15 | 1  | 34 | 14 | 25 | 5 | 4  | 13 | 10 | 10 |                                            | U Got 2 Know       |
| 1994                                            | Move It Up              | —  | 6  | —  | 33 | 26 | 8 | 8  | 19 | —  | 16 |                                            | U Got 2 Know       |
| 1995                                            | Don't Be Proud          | —  | —  | —  | —  | —  | — | 26 | —  | —  | —  |                                            | U Got 2 Know       |
| 1995                                            | Tell Me the Way         | —  | 15 | 35 | 35 | 29 | 6 | 24 | 35 | —  | 17 |                                            | War in Heaven      |
| 1996                                            | I Need Your Love        | 34 | 6  | 33 | —  | —  | — | 30 | —  | —  | —  |                                            | War in Heaven      |
| 1996                                            | Turn It Up and Down     | —  | 7  | —  | —  | —  | — | —  | —  | 54 | —  |                                            | War in Heaven      |
| 1997                                            | Do You Run Away Now     | —  | 10 | —  | —  | —  | — | —  | —  | —  | —  |                                            | War in Heaven      |
| 1997                                            | Be My Baby              | —  | 11 | —  | —  | —  | — | —  | —  | —  | 53 |                                            | Cappella           |
| 1997                                            | U Tore My World Apart   | —  | —  | —  | —  | —  | — | —  | —  | —  | —  |                                            | Cappella           |
| 1998                                            | Throwin' Away           | —  | —  | —  | —  | —  | — | —  | —  | —  | —  |                                            | Cappella           |
| 1998                                            | U R the Power of Love   | —  | —  | —  | —  | —  | — | —  | —  | —  | —  |                                            | Singles uniquement |
| 2004                                            | Angel                   | —  | —  | —  | —  | —  | — | —  | —  | —  | —  |                                            | Singles uniquement |
| « — » montre qu'aucun classement n'est atteint. |                         |    |    |    |    |    |   |    |    |    |    |                                            |                    |